# Jessic Ngankam

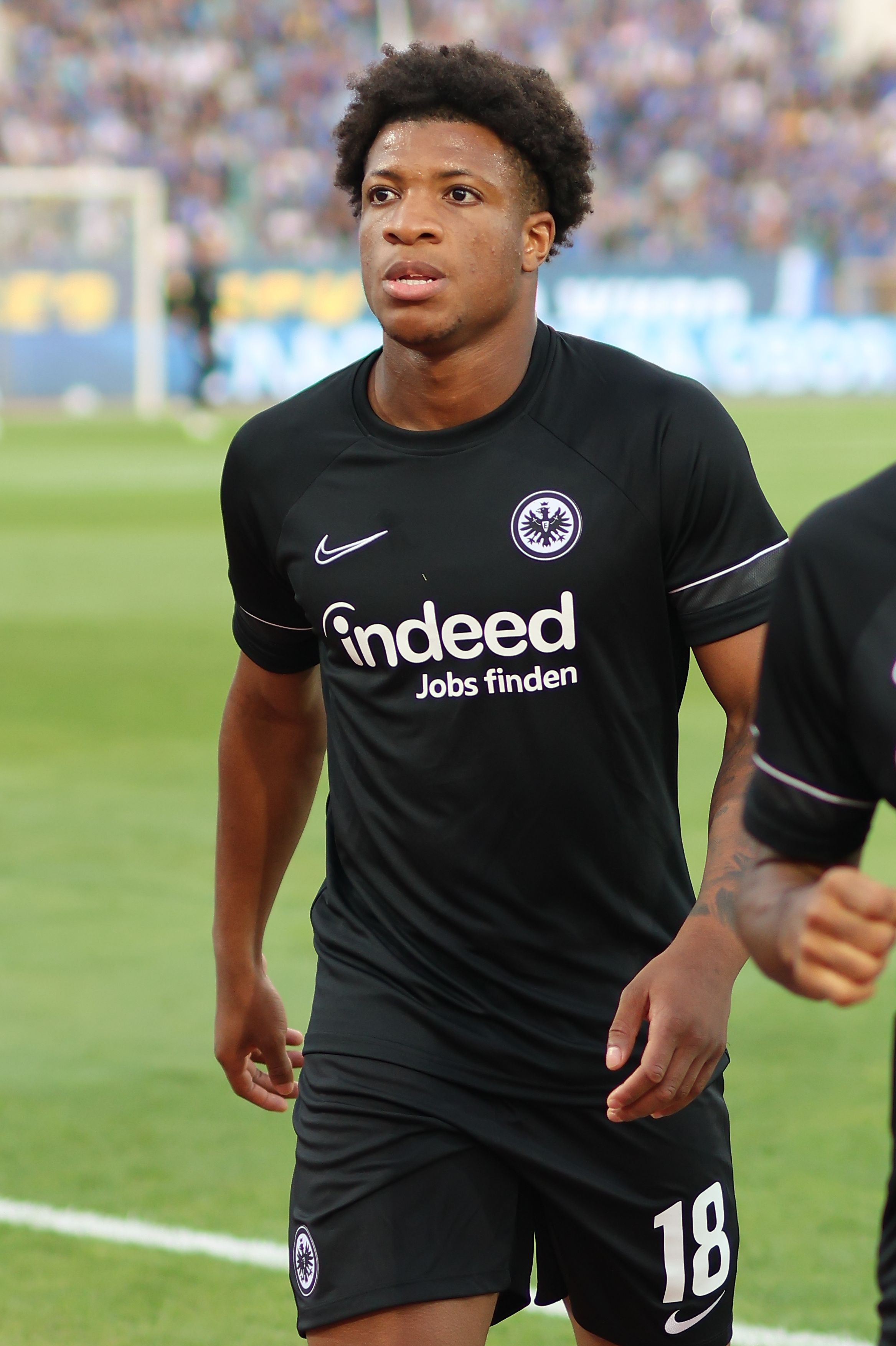
Jessic Ngankam

Jessic Ngankam (geboren op 20 juli 2000 in Berlijn) is een Duitse voetballer.

## Carrière als voetballer

### Clubloopbaan
Jessic Ngankam is geboren en opgegroeid in Berlijn en is van Kameroense afkomst. Hij werd in zijn jeugd lid van de plaatselijke club Reinickendorfer Füchse uit de Berlijnse wijk Reinickendorf, voordat hij op zesjarige leeftijd overstapte naar de jeugdacademie (Nachwuchsleistungszentrum) van Hertha BSC. 2019 promoveerde Ngankam naar het reserveteam van de Berlijners, maar in mei 2020 kwam hij voor het eerst in de Bundesliga uit voor het eerste elftal, nadat hij op de 26e speeldag werd gewisseld bij de met 3-0 gewonnen uitwedstrijd tegen 1899 Hoffenheim. In het nieuwe seizoen van de Bundesliga, het seizoen 2020-21, kwam hij 15 keer in actie en scoorde hij twee doelpunten.
Op 21 juli 2021 is Jessic Ngankam uitgeleend aan SpVgg Greuther Fürth. Sinds juli 2023 speelt hij bij Eintracht Frankfurt.

### Loopbaan in de nationale voetbalelftal
In 2017 maakte Jessic Ngankam deel uit van de selectie van het Duitse nationale onder-17 voetbalelftal op het WK 2017 onder-17 in India, waar de Duitsers de kwartfinale bereikten. In deze wedstrijd maakte hij vier keer zijn opwachting. In 2018 speelde hij drie wedstrijden voor het Duitse nationale voetbalelftal onder 18 jaar.

## Links op het web
- Jessic Ngankam op de website van de Duitse voetbalbond
- Jessic Ngankam op transfermarkt.de

1 Trapp  ·
3 Theate ·
4 Koch ·
5 Amenda ·
6 Højlund ·
7 Marmoush ·
8 Chaïbi ·
9 Matanović ·
11 Ekitike ·
13 Kristensen ·
15 Skhiri ·
16 Larsson ·
18 Dahoud ·
19 Bahoya ·
20 Uzun ·
21 Brown ·
22 Chandler ·
23 Lisztes ·
26 Ebimbe ·
27 Götze ·
28 Wenig ·
29 Nkounkou ·
33 Grahl ·
34 Collins ·
35 Tuta ·
36 Knauff ·
37 Santos ·
41 Onguéné ·
44 Bautista ·
45 Loune ·
47 Fenyő ·
Coach: Toppmöller
· Keeperstrainer: Zimmermann